# Jon Lajoie
Jon Lajoie, właśc. Jonathan Lajoie (laʒwa, ur. 21 sierpnia 1980) – kanadyjski komik, gwiazda internetowa, aktor z Montrealu w Quebecu w Kanadzie, który w 2008 roku stał się w Internecie postacią kultową ze względu na swoje filmy. Wiele z tych filmów zostało obejrzanych kilkanaście milionów razy, w tym Everyday Normal Guy i High as Fuck.
Lajoie urodził się i wychował w Saint-Hubert w Quebecu. Ukończył warsztaty teatralne w Dawson College w 2001 roku. Od 2002 roku występował jako anglofoński muzyk Thomas Edison we frankofońskiej telenoweli radiowej L’auberge du chien noir. W styczniu 2009 wydał swoją debiutancką płytę You Want Some of This?. 16 listopada 2010 wyszła jego druga płyta – I Kill People.
W 2013 roku wystąpił w filmie Złe gliny. W 2014 roku zagrał także w filmie Udając gliniarzy, jako Todd Cutler.